# FORATOM
FORATOM (ang. European Atomic Forum, fr. Forum Atomique European) – handlowa organizacja pozarządowa i non-profit zrzeszająca europejskie podmioty związane z energetyką jądrową i przemysłem jądrowym, z siedzibą w Brukseli. Do organizacji przynależy 15 krajowych stowarzyszeń atomowych (z Belgii, Bułgarii, Czech, Finlandii, Francji, Hiszpanii, Holandii, Niemiec, Rumunii, Słowacji, Słowenii, Szwajcarii, Szwecji, Węgier, Wielkiej Brytanii i Włoch) zrzeszających prawie 3 000 przedsiębiorstw, oraz 3 członków korporacyjnych (czeski ČEZ, estońska Fermi Energia, i polska PGE EJ 1).
Organizacja promuje pokojowe wykorzystanie energii jądrowej. Jest pośrednikiem między europejskim przemysłem jądrowym a instytucjami takimi jak Parlament Europejski czy Komisja Europejska. Służy jako doradca techniczny i ekonomiczny, dzieląc się wiedzą ekspercką z zakresu energetyki jądrowej.
Organizacja lobbuje za energetyką jądrową w strukturach Unii Europejskiej. Według portalu Lobbyfacts, firma przeznacza na ten cel rocznie ok. 300-400 tysięcy euro. Zatrudnia 8 osób w charakterze lobbystów, zatrudnionych łącznie na 4 pełne etaty. Siedem z nich posiada przepustki na teren Parlamentu Europejskiego.